# Gråsten Skole
Gråsten Skole er en folkeskole i Gråsten, Sønderborg Kommune. Skolen har ca. 570 elever fra børnehaveklasse til 9. klasse.
Skolen nævnes første gang i historien i 1699, hvor det anføres at præsten i Adsbøl stod for undervisningen. Den første selvstændige skolebygning er opført i 1783. En ny skolebygning indviedes på den nuværende placering i 1899, mens skolen var tysksproget. Siden afslutningen af 2. verdenskrig har skolen fået tilført nye bygninger løbende, senest i 1997.